# Legionowo

Coat of Arms of Legionowo

Legionowo este un oraș în Polonia.